# Riechstoff

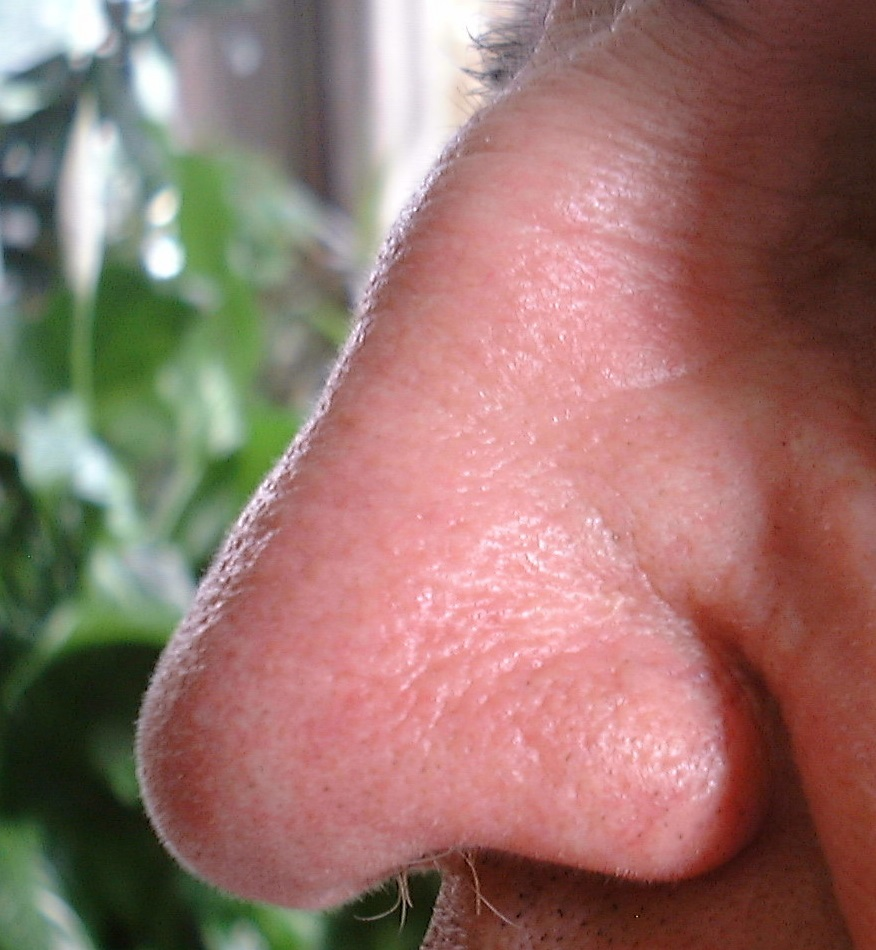
Menschliche Nase

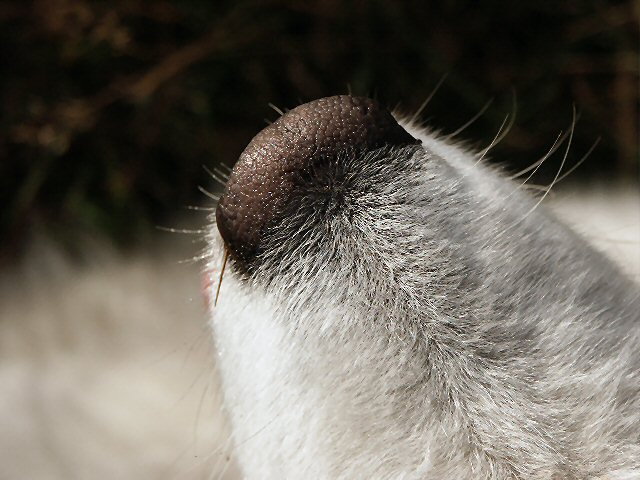
Die Hundenase ist eines der empfindlichsten Riechorgane (hier: Nase eines Samojeden)

Riechstoffe oder Geruchsstoffe umfassen alle natürlichen und synthetischen Stoffe, die olfaktorisch wahrgenommen einen Geruch entwickeln. Dabei ist der Geruch keine Eigenschaft des Stoffes, sondern wird ihm erst durch den Riechenden zuteil. Der Ausdruck Duftstoff wird oft synonym gebraucht, ist jedoch auf Riechstoffe beschränkt, die von Pflanzen oder Tieren gebildet werden und deren Kommunikation dienen, beispielsweise als Pheromone.
Um als Geruch wahrgenommen werden zu können, muss ein Stoff im Medium Luft verteilbar, flüchtig sein. Leicht flüchtige Riechstoffe verteilen sich rasch, fluten schnell an, schwerflüchtige entwickeln einen geringeren Dampfdruck; in belüftete Räume abgegeben, verschwinden leichtflüchtige daher eher. Ob eine verdampfte Stoffmenge zu riechen ist, hängt nicht allein von ihrer Konzentration im Luftvolumen ab, sondern entscheidet sich daran, ob diese dann oberhalb des Geruchsschwellenwertes liegt. Die Geruchsschwellen können für verschiedene Riechstoffe sehr unterschiedlich sein und werden jeweils bestimmt durch das Riechvermögen des Wahrnehmenden. Je niedriger dessen Geruchsschwelle für einen Riechstoff ist, desto geringer konzentriert kann dieser gerochen werden; und je weniger sich diese Schwelle während der Exposition erhöht, umso länger anhaltend kann diese Konzentration zu einem Geruchseindruck führen.
Die meisten Riechstoffe sind Moleküle unterhalb einer gewissen Molekülgröße (beziehungsweise Molekülmasse, MR < 300) und bestehen aus einem polaren Anteil, beispielsweise einer funktionellen Gruppe, und einem unpolaren Anteil, wie zum Beispiel einem Kohlenwasserstoffgerüst. Spezifische Eigenschaften ihrer molekularen Struktur werden durch Kontakt mit unterschiedlichen Typen rezeptiver Transmembranproteine in den schleimbedeckten Zilien verschiedenartiger Riechzellen detektiert. Da die Proteine der Geruchsrezeptoren chiral sind, können die spiegelbildlichen Enantiomere eines Riechstoffes (z. B. Carvon) unterschiedliche Gerüche hervorrufen. Für die Auslösung eines Geruchs offenbar wesentliche funktionelle Gruppen werden als Osmophore bezeichnet.
Riechstoffe sind Grundstoffe in der Parfüm-Produktion. Der Umsatz auf dem Weltmarkt betrug im Jahr 2006 für alle Substanzen, die als Geruchsstoffe oder Geschmacksstoffe (Riechstoffe und Aromastoffe) eingesetzt wurden, rund 18 Mrd. US-Dollar.
Einige Riechstoffe werden auch zur Vergällung aus Gründen der Kenntlichmachung eingesetzt (siehe Odorierung).

## Beispiele
Beispiele für als Geruchsstoffe eingesetzte Chemikalien/Produkte:
- Acetophenon
- Ambra
- Anethol
- Anisaldehyd
- Benzaldehyd
- Benzophenon
- Benzylacetat
- Benzylalkohol
- Benzylbenzoat
- Bergamottöl
- Bibergeil
- Bornylacetat
- Campher
- Caryophyllene
- Citronellal
- Carvon
- 1,4-Cineol
- 1,8-Cineol
- Citronellol
- Coumarin
- Cuminöl
- Decanal
- Ethylacetat
- Ethylbutanoat
- Ethylvanillin
- Eugenol
- Eukalyptol
- Geraniol
- Guajacol
- Heliotropin
- Hydroxycitronellal
- Indol
- Isoamylacetat
- Isosafrol
- Isopulegol
- Ionon
- Jasmon
- Kalmusöl
- Kamillenöl
- Kanangaöl
- Lavendelöl
- Limonen
- Menthol
- Moschus
- Nerol
- Nerolidol
- Nootkaton
- Olibanum
- Patschuliöl
- Pfefferminzöl
- Phellandren
- Phenylacetaldehyd
- Phenylethylalkohol
- Rosenoxid
- Salicylaldehyd
- Skatol
- Terpineole
- Thymol
- Vanillin
- Veratrumaldehyd
- Vetiveröl
- Wintergrünöl
- Zibet

Zur Aufteilung von Riechstoffen nach ihrer Trägersubstanz siehe auch den Artikel Parfüm.